# Combat Rock
Combat Rock é o quinto álbum de estúdio da banda britânica The Clash, lançado em 1982.
Contém os dois maiores sucessos comerciais da banda: "Should I Stay Or Should I Go?" e "Rock the Casbah".
| Críticas profissionais                                                      | Críticas profissionais |
| Avaliações da crítica                                                       | Avaliações da crítica  |
| Fonte                                                                       | Avaliação              |
| --------------------------------------------------------------------------- | ---------------------- |
| Allmusic                                                                    | [ 1 ]                  |
| Rolling Stone                                                               | [ 2 ]                  |
| Esta tabela precisa de ser acompanhada por texto em prosa. Consulte o guia. |                        |

## Faixas
Todas as músicas escrita por The Clash, exceto as indicadas.
1. "Know Your Rights" (Strummer/Jones) – 3:39
2. "Car Jamming" – 3:58
3. "Should I Stay or Should I Go?" – 3:06
4. "Rock the Casbah" – 3:44
5. "Red Angel Dragnet" – 3:48
6. "Straight to Hell" – 5:30
7. "Overpowered by Funk" – 4:55
8. "Atom Tan" – 2:32
9. "Sean Flynn" – 4:30
10. "Ghetto Defendant" – 4:45
11. "Inoculated City" – 2:43
12. "Death Is a Star" – 3:08